# Politique budgétaire non conventionnelle
 (mai 2023).
La politique budgétaire non conventionnelle est l'ensemble des politiques budgétaires qui dérogent aux instruments normalement utilisés par la politique budgétaire. Comme la politique monétaire non conventionnelle, la politique budgétaire non conventionnelle est utilisée dans des situations de crise économique ou lorsque les instruments budgétaires conventionnels ont été épuisés.

## Concept
La politique budgétaire non conventionnelle est un concept large qui recouvre les politiques budgétaires nouvelles visant à pallier les défauts des politiques budgétaires conventionnelles. Dans une acception étroite, cette politique budgétaire recouvre toute politique budgétaire qui va au-delà de la simple mise en place et application des stabilisateurs automatiques.
L'utilisation de la politique budgétaire pour contrecarrer les effets dépressifs sur l'activité de la trappe à liquidité peut être qualifié de politique budgétaire non conventionnelle,. L'application de la forward guidance (guidage des anticipations) par les autorités budgétaires est aussi une mesure de politique budgétaire non conventionnelle.